# Arènes de Segura de la Sierra
Les Arènes de Segura de la Sierra se situent  à l'intérieur du château la commune de Segura de la Sierra, dans la province de Jaén de la communauté autonome d'Andalousie en Espagne. Le ruedo est formé par la place d'armes ou patio d'armes du château de Segura de la Sierra, à flanc de montagne. Elles ont une capacité d'accueil qui varie selon les sources de 1 500  à 2 000 places. Elles sont répertoriée parmi les 10 arènes les plus célèbres d'Espagne. Elles sont classées, tout comme le château au sein duquel elles se trouvent, en site historique au titre de bien d'intérêt culturel depuis le 5 juillet 1962.

## Historique
Construites sur les  ruines d'un ancien site  en 1839, elles ont été successivement détruites en 1860, reconstruites en 1872, détruites de nouveau en 1891, reconstruites en  1894,.
Ce sont des arènes de 3e catégorie en théorie, cette catégorie étant attestée par Jean-Baptiste Maudet . Elles sont en réalité hors catégorie et constituent une curiosité touristique citée par des guides. Le guide Michelin les présente comme  des arènes « d'une forme peu commune » à 1240 m d'altitude.

## Activités tauromachiques
Les corridas  sont, le plus souvent, des novilladas non piquées. Les toreros ne revêtent pas l'habit de lumières, mais un costume andalou, ou costume campero plus proche de celui des rejoneadors. On peut le voir sur une vidéo mise en ligne le 8 octobre 2014 par Canal Sur Jaén le spectacle du 8 octobre.
La feria se déroule la première ou la seconde semaine d'octobre à la date de la Feria de la Virgen del Rosario (Notre Dame du Rosaire)